# Facultatea de Istorie și Filosofie a Universității Babeș–Bolyai
Facultatea de Istorie și Filosofie a Universității Babeș–Bolyai este un departament al UBB cu predare în limba română și în limba maghiară.

## Istoric
Facultatea este succesoare Facultăților de Litere și Filosofie care au funcționat în cadrul Universității din Franz Joseph între 1872 și 1918 și Universității Regele Ferdinand I între anii 1919 și 1948. În cadrul facultății există două domenii majore de specializare: istorie și filozofie. În perioada comunistă, predarea în limba maghiară a fost abolită, aceasta fiind reintrodusă în anul 1990.

## Personalități
- András Bodor
- Alexandru Lapedatu
- Constantin Daicoviciu
- Coriolan Petranu
- Elek Csetri
- Ioan Lupaș
- István Imreh
- Lucian Blaga
- Nicolae Bocșan
- Pál Jakó Zsigmond
- Pompiliu Teodor
- Sándor Tonk
- Silviu Dragomir
- Vasile Pârvan
- Virgil Vătășianu